# John Williams
John Towner Williams, född 8 februari 1932 i Flushing i Queens i New York, är en amerikansk kompositör, dirigent och pianist. Under sin över 60 år långa karriär har han skrivit några av de populäraste och mest välkända filmmusikstyckena i filmhistorien, däribland musiken till Stjärnornas krig-filmerna, de två första Hajen-filmerna, Indiana Jones-filmerna, den första Stålmannen-filmen, E.T. the Extra-Terrestrial, Hook, de två första Jurassic Park-filmerna, Närkontakt av tredje graden, Schindler's List, de två första Ensam hemma-filmerna, de tre första Harry Potter-filmerna, En geishas memoarer och Lincoln. Williams har haft ett långt samarbete med regissören Steven Spielberg och skrivit musiken till alla hans största långfilmer utom Purpurfärgen, Spionernas bro och Ready Player One. 
Andra nämnvärda verk av John Williams är fanfarer till fyra Olympiska spel, signaturmelodi till NBC:s nyhetsprogram, signaturmelodi för DreamWorks samt musik till tv-serien Lost in Space. Williams har även skrivit flera klassiska konserter och andra verk för orkesterensembler och verk för soloinstrument. Mellan 1980 och 1993 arbetade han som förste dirigent i Boston Pops Orchestra. Nu är han hedersdirigent i orkestern. 
Williams har vunnit fem Oscar, fyra Golden Globe Award, sju BAFTA Award och 25 Grammy. Med sina 53 Oscarsnomineringar är John Williams den näst mest Oscarsnominerade personen, efter Walt Disney. John Williams förärades med det ansedda Richard Kirk-priset vid 1999 års film- och tv-prisutdelning av Broadcast Music Incorporated (BMI). Priset ges varje år till en kompositör som har gjort betydelsefulla bidrag till film- och tv-musik. År 2000 introducerades John Williams i amfiteatern Hollywood Bowls Hall of Fame, och 2004 tog han emot utmärkelsen Kennedy Center Honors.

## Uppväxt och familj
John Towner Williams föddes den 8 februari 1932 i Flushing, Queens i New York, och var son till Esther (född Towner) och Johnny Williams. Hans far var jazztrumslagare i Raymond Scott-kvintetten.
1948 flyttade Williams tillsammans med sin familj till Los Angeles. Han började studera vid North Hollywood High School och tog examen 1950. Detta följdes av studier vid University of California i Los Angeles (UCLA) där han fick privatlektioner av kompositören Mario Castelnuovo-Tedesco. 1952 blev Williams inkallad till USA:s flygvapen där han som en del av sitt uppdrag dirigerade och arrangerade musik för United States Air Force Band.
När Williams militära uppdrag avslutades 1955 flyttade han till New York och kom in på Juilliard School där han studerade pianospel med pianisten Rosina Lhévinne. Vid denna tid jobbade Williams som jazzpianist på New Yorks många klubbar och så småningom vid olika studior, bland annat hos kompositören Henry Mancini. Hans medmusiker i studion inkluderade bland andra Rolly Bundock på bas, Jack Sperling på trummor och Bob Bain på gitarr. Detta var samma personer som Williams samarbetade med i tv-serien Mr. Lucky. Williams var känd som ”Little Johnny Love” Williams i början av 1960-talet, och försörjde sig som musikarrangör och kapellmästare på ett antal populära musikalbum med sångaren Frankie Laine.

## Filmmusik och tv-musik

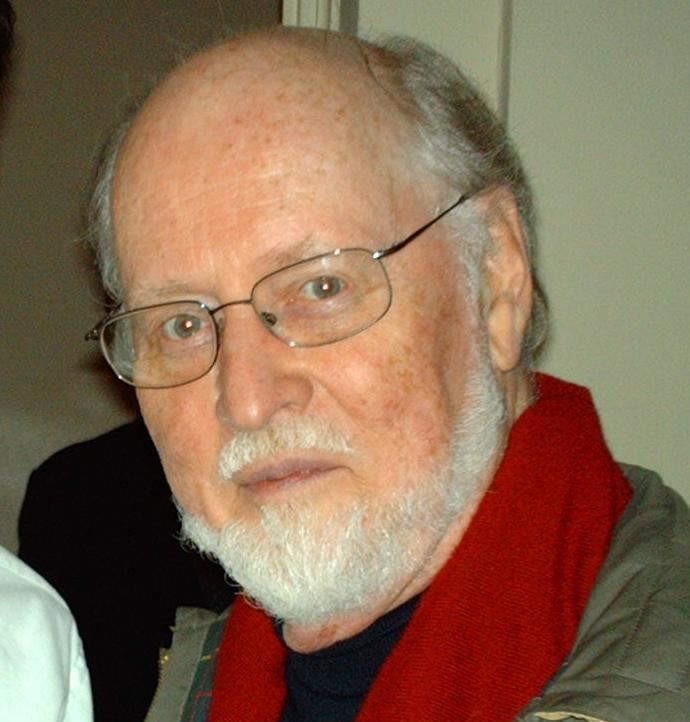
Williams i Boston Symphony Hall efter att ha dirigerat The Boston Pops, maj 2006

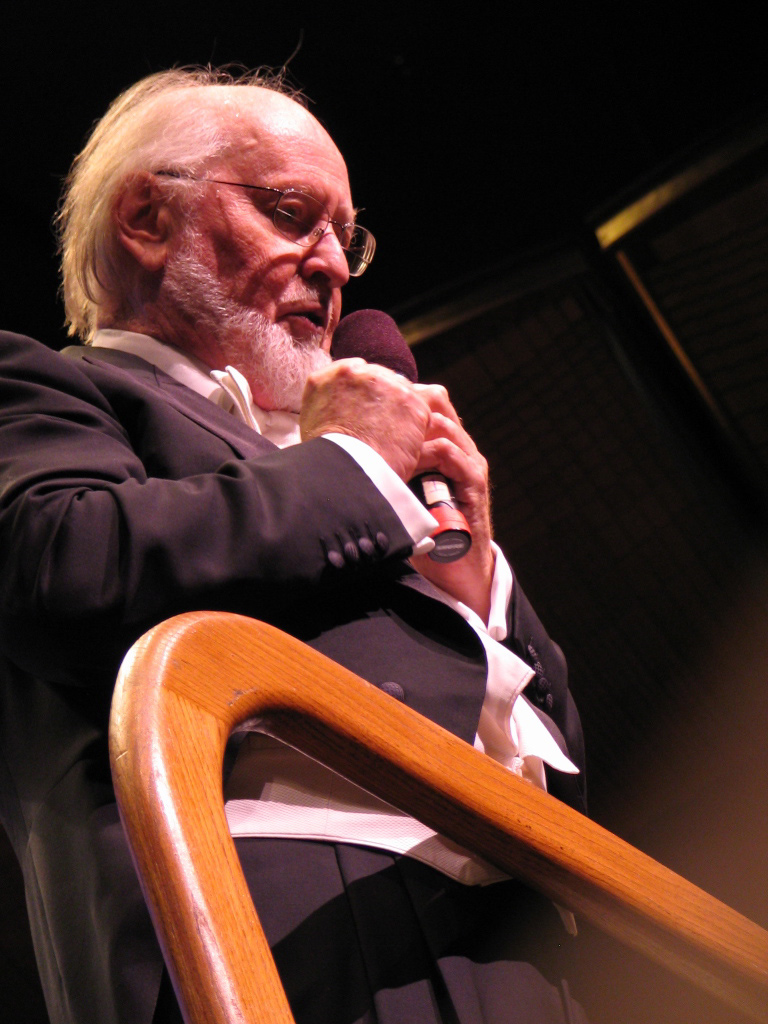
Williams i Avery Fisher Hall 2007.

John Williams är kunnig inom flera av 1900-talets olika kompositionsstilar, men den stil han är mest känd för kan beskrivas som en form av neoromanticism inspirerad av storskalig orkestermusik från slutet av 1800-talet – särskilt Pjotr Tjajkovskijs och Richard Wagners kompositioner med ledmotiv.
Efter studierna vid Juilliard och vid Eastman School of Music, återvände Williams till Los Angeles där han började arbeta som orkestratör vid olika filmstudior. Williams arbetade bland annat tillsammans med kompositörer som Franz Waxman, Bernard Herrmann och Alfred Newman, samt även med sina orkestratörkollegor Conrad Salinger och Bob Franklyn. Williams var även studiopianist och medverkade exempelvis i filmmusikstycken komponerade av Jerry Goldsmith, Elmer Bernstein och Henry Mancini. Tillsammans med Mancini spelade han in filmmusiken till Peter Gunn (1959), Dagen efter rosorna (1962) och Charade (1963). (Williams spelade faktiskt det välkända öppningsriffet i Mancinis signaturmelodi till filmen Peter Gunn.) John Williams komponerade även signaturmelodier till flera olika tv-program under 1960-talet (ibland under namnet Johnny Williams) exempelvis Ta't lugnt shejken! (1965), pilotavsnittet till Gilligan's Island, Bachelor Father (1959–1960), Kraft Suspense Theatre, Lost in Space (1965–1968), The Time Tunnel (1966–1967) och Land of the Giants (varav de tre sistnämnda skapades av tv-producenten Irwin Allen).
Williams första betydande komposition för film var för B-filmen Daddy-O från 1958. Två år senare fick han för första gången med sitt namn i en förtext i och med filmen Because They're Young. Han fick allt mer uppmärksamhet i Hollywood för sin mångsidighet i att komponera jazz, pianomusik och symfonisk musik. Williams fick sin första Oscarsnominering för sin filmmusik i Dockornas dal (1967), och nominerades senare igen för musiken i Adjö, Mr Chips (1969). Williams stora genomslag kom i början av 1970-talet då han vann sin första Oscar för sin bearbetade filmmusik till Spelman på taket (1971). 1972 komponerade han musiken till regissören Robert Altmans psykologiska thriller Schizo – den kluvna verkligheten (inspelad i samarbete med den kända slagverkaren Stomu Yamashta) och nominerades till ytterligare en Oscar i kategorin Best Music, Original Dramatic Score vid 1973 års Oscars-ceremoni. Under tidiga 1970-talet växte Williams ytterligare inom filmmusikbranschen i och med arbetet med musiken i Irwin Allens katastroffilm SOS Poseidon (1972) och Skyskrapan brinner! (1974). Han skrev även musiken till Universal-filmen Jordbävningen (1972) som regisserades av Mark Robson, och medverkade därmed i tre av 1970-talets mest inkomstbringande katastroffilmer. 1972 skrev han den minnesvärda musiken till filmen The Cowboys – en westernfilm med John Wayne i huvudrollen och Mark Rydell som regissör.
1974 blev John Williams tillfrågad av regissören Steven Spielberg om att komponera musiken till Spielbergs långfilmsdebut, The Sugarland Express (senare kallad Tjejen som spelade högt i Sverige) med Goldie Hawn i huvudrollen. Ett år senare slog de sina påsar ihop igen för Spielbergs andra film, Hajen. Filmens olycksbådande ledmotiv med två toner har blivit synonym med hajar och annalkande fara. Musiken i Hajen ledde till att Williams vann sin andra Oscar, den här gången för bästa originalkomposition.
Kort därpå inledde Spielberg och Williams ett långvarigt samarbete för deras nästa gemensamma långfilmsprojekt, Närkontakt av tredje graden (1977). Under det två år långa samarbetet skapade de tillsammans filmens säregna ledmotiv med fem toner som fungerade både som bakgrundsmusik och som kommunikationssignal med filmens utomjordingar. Williams använde även ett system av musikaliskt teckenspråk skapat av John Curwen och förbättrat av Zoltán Kodály.
Vid samma tid rekommenderade Spielberg Williams för sin vän och regissörskollega George Lucas, som behövde en kompositör för att skriva musiken till hans rymdopera Stjärnornas krig (1977). Williams levererade storslagen symfonisk filmmusik i samma anda som Richard Strauss och Hollywood-kompositörerna Max Steiner och Erich Wolfgang Korngold. Ledmotivet till Stjärnornas krig, som är ett av filmhistoriens mest kända, påminner starkt om Korngolds ledmotiv i filmen Ringar på vattnet (Kings Row, 1942). Även rebelledmotivet ("Force Theme") och prinsessan Leias ledmotiv ("Princess Leia's Theme") är välkända. Både filmen och filmmusiken blev väldigt framgångsrika. Musiken är fortfarande den mest inkomstbringande icke-populärmusiken någonsin. Williams vann ytterligare en Oscar för bästa originalkomposition i och med Stjärnornas krig. 1980 komponerade Williams musiken till uppföljaren, Rymdimperiet slår tillbaka, i vilken han introducerade "The Imperial March" som ett ledmotiv till Darth Vader och rymdimperiet. Originaltrilogin i Stjärnornas krig avslutades med Jedins återkomst 1983, där de kanske mest nämnvärda ledmotiven i Williams musik var kejsaren Palpatines ledmotiv ("Emperor's Theme"), Ewokernas paradlåt ("Parade of the Ewoks") och Lukes och Leias ledmotiv ("Luke and Leia"). Musiken i både episod 5 och 6 av Stjärnornas krig blev Oscarsnominerade.

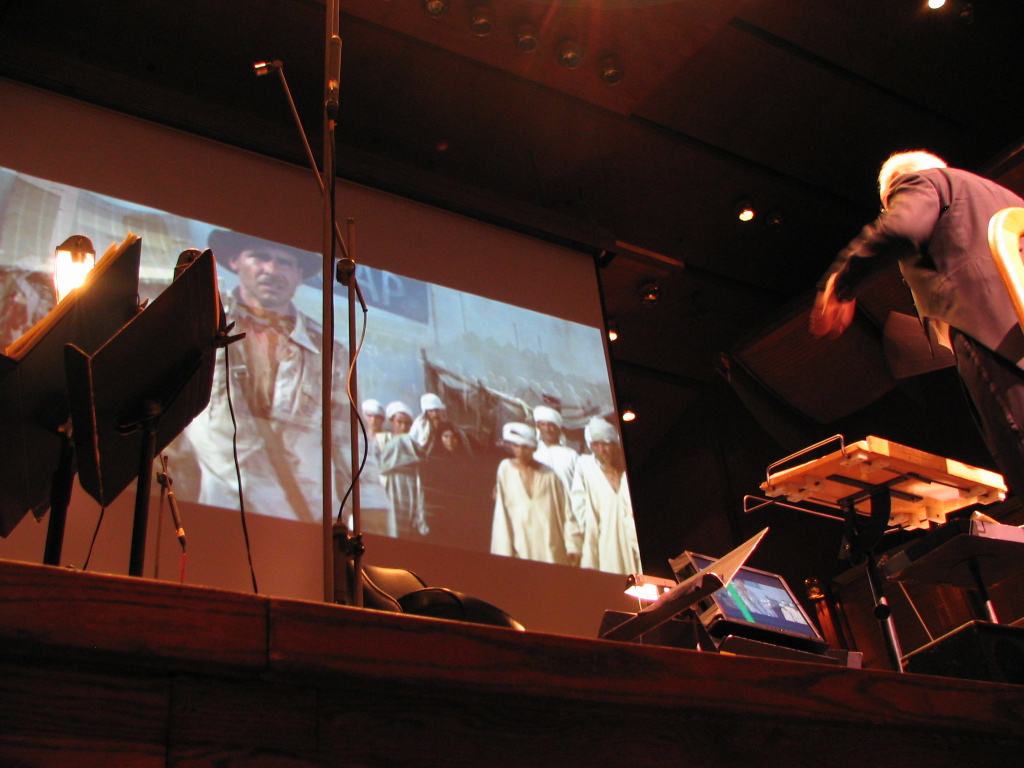
John Williams dirigerar musiken till Jakten på den försvunna skatten i Avery Fisher Hall.

Williams arbetade tillsammans med regissör Richard Donner för att göra  musik till filmen Stålmannen 1978. Musikens heroiska och romantiska ledmotiv, i synnerhet huvudledmotivet (Stålmannen-fanfaren) och kärleksledmotivet (känd som "Can you Read My Mind"), kom alla att vara med i de fyra efterföljande filmerna. För filmen Jakten på den försvunna skatten (1981), som skapades av George Lucas och Steven Spielberg, skrev Williams ett livligt huvudledmotiv ("The Raiders March") för att ackompanjera filmens hjälte, Indiana Jones. Han skrev även separata ledmotiv för förbundsarken, rollfiguren Marion och nazi-skurkarna. Ytterligare ledmotiv skrevs till uppföljarna Indiana Jones och de fördömdas tempel (1884), Indiana Jones och det sista korståget (1989) samt Indiana Jones och Kristalldödskallens rike. Williams komponerade emotionell och rörande musik till Spielbergs science fiction-film E.T. the Extra-Terrestrial från 1982. Williams tilldelades sin fjärde Oscar för filmmusiken i E.T..
Filmen Purpurfärgen från 1985 är en av två filmer regisserade av Steven Spielberg som John Williams inte skrivit musiken till. Den andra är Spionernas bro (2015). Purpurfärgens producent, Quincy Jones, ville personligen arrangera och skriva musiken till den. Williams skrev heller inte musiken till filmen Twilight Zone - på gränsen till det okända (1983), men Spielberg hade bara regisserat ett av de fyra avsnitten i filmen. Huvudregissören och -producenten för den filmen, John Landis, valde istället Jerry Goldsmith som tonsättare. Samarbetet mellan Williams och Spielberg återupptogs i samband med filmen Solens rike (1987) och har sedan dess pågått oavbrutet med bland annat science fiction-filmer som Jurassic Park (1993), tragiska filmer som Schindler's List (1993) och München (2005), melodramer som En geishas memoarer (2005, regisserad av Rob Marshall) och dramatiska krigsfilmer som Rädda menige Ryan (1998). Spielberg har en gång sagt att ”jag anser det vara ett hedervärt privilegium att få betrakta John Williams som min vän”.
1999 hade den första av George Lucas tre prequeller till originaltrilogin av Stjärnornas Krig premiär. De nya Stjärnornas Krig-filmerna fick i Sverige den engelska originalförtiteln ”Star Wars”. John Williams fick förfrågan om att skriva musiken till alla tre filmerna. Den första var Star Wars: Episod I – Det mörka hotet (1999), och följdes av Star Wars: Episod II - Klonerna anfaller (2002) och Star Wars: Episod III - Mörkrets hämnd (2005). Willams återanvände flera ledmotiv från den första filmtrilogin, men skrev även nya ledmotiv till den nya trilogin. Det kanske mest nämnvärda av de nyskrivna var "Duel of the Fates" (sv. "ödesduellen"), som bestod av aggressiv körsång med en barsk sanskrit-text som breddade musikstilen i Stjärnornas Krig-filmerna. Nämnvärd är även ledmotivet "Anakin's Theme", som börjar som en oskyldig, barnslig melodi, men som diskret omvandlas till ett anförande av den olycksbådande "The Imperial March". För Episod II skrev Williams "Across the Stars" – ett ledmotiv för Padmé Amidala och Anakin Skywalker (ett ledmotiv som speglade kärleksledmotivet som han skrev till Rymdimperiet slår tillbaka). Den senaste trilogin kombinerar många av ledmotiven som skapades för seriens tidigare filmer, däribland "The Emperor's Theme", "The Imperial March", "Across the Stars", "Duel of the Fates", "The Force Theme", "Rebel Fanfare", "Luke's Theme", och "Princess Leia's Theme", liksom nya ledmotiv för General Grievous och filmens klimax, "Battle of the Heroes". 
I början av 2000-talet blev John Williams tillfrågad om han ville skriva musiken till filmadapationen av J. K. Rowlings framgångsrika bokserie om Harry Potter. Williams skrev musiken till de tre första filmerna: Harry Potter och de vises sten (2001), Harry Potter och Hemligheternas kammare (2002), och Harry Potter och fången från Azkaban (2004). Williams viktigaste Harry Potter-ledmotiv ("Hedwig's Theme") har även använts i alla de efterföljande filmerna om Harry Potter (Harry Potter och den flammande bägaren (2005), Harry Potter och Fenixorden (2007), Harry Potter och halvblodsprinsen (2009), Harry Potter och dödsrelikerna del 1 och 2 (2010, 2011)), vars filmmusik skrevs av Patrick Doyle (Flammande bägaren), Nicholas Hooper (Fenixorden, Halvblodsprinsen) och Alexandre Desplat (Dödsrelikerna del 1 och 2). Liksom för filmerna Hajen, Stjärnornas Krig, Superman och Indiana Jones, har fans kommit att identifiera Harry Potter-filmerna med John Williams originalkompositioner. Williams tillfrågades att skriva musiken till den sista Harry Potter-filmen, men filmens regissör David Yates konstaterade det inte skulle gå eftersom han då var tvungen att förse Williams med en råkopia av filmen tidigare än vad som var möjligt.
2006 färdigställdes Superman Returns av regissören Bryan Singer, mest känd för de två första filmerna i X-Men-serien. Singer frågade dock aldrig John Williams om han ville skriva musiken för denna avsiktligt Donner-inspirerade film, utan anlitade istället X-Men 2-kompositören John Ottman att bearbeta Williams originalledmotiv till Superman, liksom "Can You Read My Mind" (kärleksledmotivet med Lois Lane), Krypton och ledmotivet från Smallville. 2011 användes ledmotivet i Superman samt delar av "Can You Read My Mind" i sista scenen av Finale som var det sista avsnittet i tv-serien Smallville. Don Davis hade en liknande roll för filmen Jurassic Park III då han, rekommenderad av John Williams själv, skrev musiken till den filmen. 
2008 återvände John Williams till Indiana Jones-serien då han skrev musiken till den fjärde filmen – Indiana Jones och Kristalldödskallens rike. Han nominerades till en Grammy för sitt arbete i den filmen. Musiken i Indiana Jones och Kristalldödskallens rike var den enda filmmusiken i Indiana Jones-filmserien som inte blev Oscar-nominerad. Under 2008 skrev han även musiken till två dokumentarer, Warner at War och A Timeless Call, varav den senare regisserades av Steven Spielberg.
Efter tre års uppehåll från filmmusikskapande, skrev Williams musiken till Spielbergs Tintins äventyr: Enhörningens hemlighet (2011) och War Horse (2011). Båda filmernas musik överöstes med positiv kritik och Oscars-nominerades. War Horse blev även nominerad till en Golden Globe. Oscar-nomineringarna blev Williams 46:e och 47:e i ordningen vilket gjorde att han gick förbi Alfred Newman som den musiker som fått flest Oscar-nomineringar någonsin, och den näst mest nominerade totalt sett efter Walt Disney. Williams vann en Annie Award för sin musik till Tintins äventyr: Enhörningens hemlighet 2012. 2012 skrev Williams musiken till Spielbergs film Lincoln och fick i och med den sin 48:e Oscar-nominering.
I februari 2013 dirigerade Williams Young Musician's Foundation Debut Orchestra. Han visade samtidigt sitt intresse att få arbeta med de kommande Star Wars-filmerna, och åter få arbeta med George Lucas under ett par år. I maj 2013 bekräftade han att kommer att skriva musiken till Star Wars Episode VII: The Force Awakens. Williams skrev även musiken till Boktjuven (2013), vilket var hans första samarbete med Spielberg sedan 2005. Musiken tilldelades Oscar-, Golden Globe- och BAFTA-nomineringar och gav honom en Grammy Award för bästa instrumentella komposition. Det blev hans 44:e Oscar-nominering för bästa originalfilmmusik (49:e totalt sett), vilket gjorde att han gick förbi Alfred Newman i antalet nomineringar i den priskategorin.
Williams fick uppdraget att skriva musiken till Spionernas bro, vilket skulle ha blivit hans 27:e samarbete med Steven Spielberg. Men i mars 2015 tillkännagavs det att Thomas Newman skulle ersätta Williams som kompositör till den filmen eftersom Williams drabbats av hälsoproblem. Detta var den första Spielberg-filmen sedan Purpurfärgen (1985) som Williams inte gjort musiken till.

## Dirigering och framträdanden

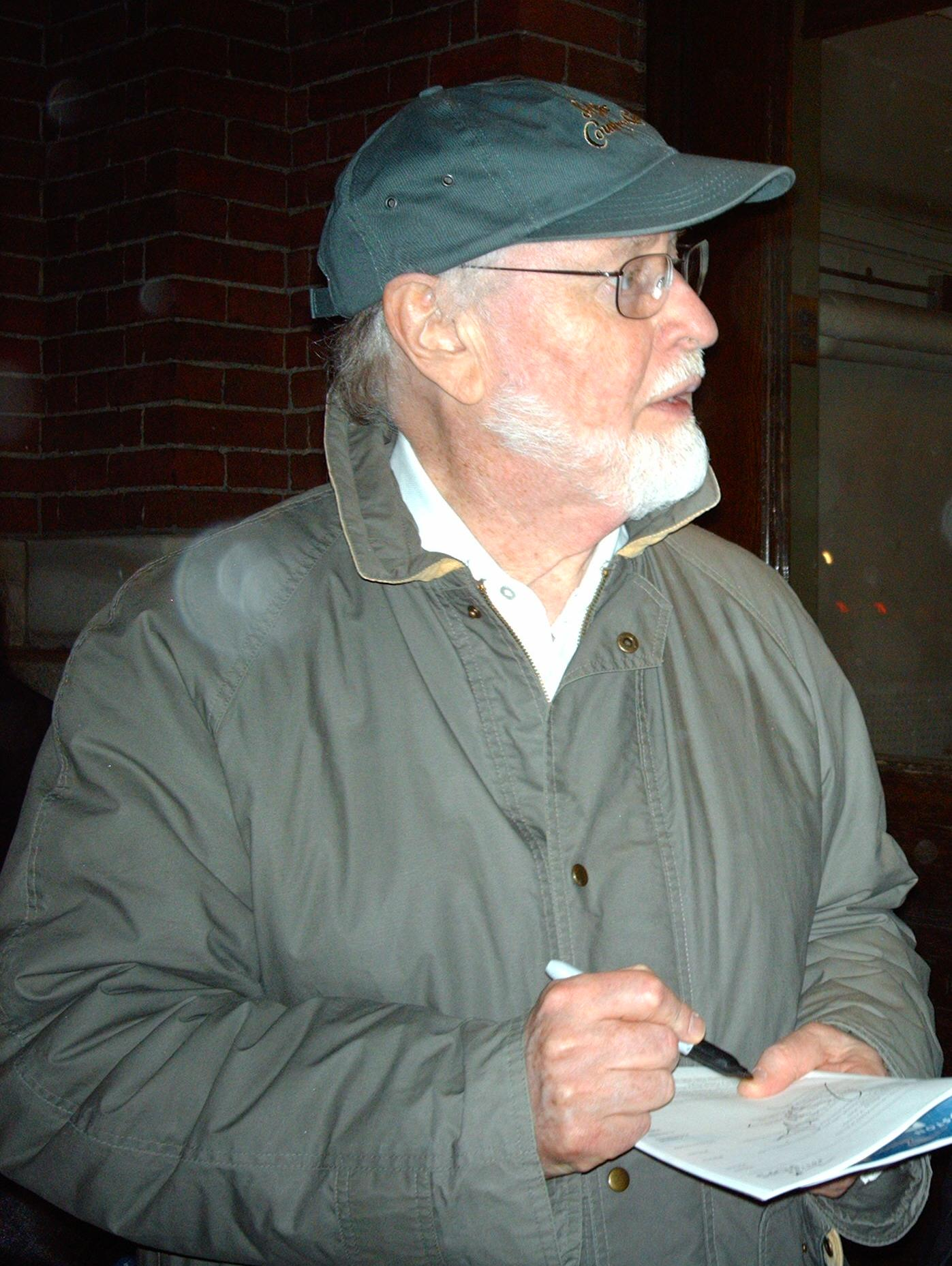
John Williams skriver en autograf efter en konsert.

1980 tog John Williams över dirigentpinnen från Arthur Fiedler som huvuddirigent för Boston Pops Orchestra. Han var kvar på posten fram till 1993. Williams träffade aldrig Fiedler personligen, men talade med honom i telefon. Som Boston Pops tillträdande ledare våren 1980, fick Williams möjlighet att presentera sin nya komposition till Rymdimperiet slår tillbaka under orkesterns första säsongssändning i public service-tv-kanalen PBS. Han dirigerade även flera av Fiedler-publikens favoritmusikstycken.
Vid ett tillfälle 1984 var Williams nära att hoppa av som huvuddirigent för Boston Pops. I samband med en repetition av en ny Williams-komposition, buade och visslade ett antal musiker i orkestern, varpå John Williams genast gick ifrån repetitionen och lämnade in sin avskedsansökan. Han angav först att det berodde på att dirigentjobbet krockade med filmmusikskrivandet, men erkände senare att det berodde på att han tyckte att musikerna saknade disciplin och inte visade respekt. Efter enträgen bön från ledningen och ursäkt från musikerna, återkallade Williams sin avskedsansökan och fortsatte som huvuddirigent i ytterligare nio år. 1995 efterträddes han av kollegan Keith Lockhart som tidigare hade varit dirigent hos Cincinnati Symphony Orchestra och Cincinnati Pops Orchestra.
John Williams är nu hedersdirigent för Boston Pops, och upprätthåller således sin relation till orkesterns överordnade orkester, Boston Symphony Orchestra (BSO). Williams dirigerar Boston Pops vid flera tillfällen varje år, speciellt under högtidshelger, bland annat i maj. Han dirigerar under en årlig Film Night-konserter i både Boston Symphony Hall och i musikhallen Tanglewood tillsammans med BSO:s officiella kör Tanglewood Festival Chorus.
Williams har skrivit många konsertstycken inklusive en symfoni. Bland dessa finns Concerto for Horn (skriven för Dale Clevenger, förste hornspelare i Chicago Symphony), Concerto for Clarinett (skriven för Michele Zukovsky, förste klarinettist vid Los Angeles Philharmonic, 1991), en sinfonietta för blåsinstrumentensembler, en cellokonsert (med premiärspelning 1994 framförd av den amerikanska cellospelaren Yo-Yo Ma tillsammans med Boston Symphony Orchestra i Tanglewood), flöjt- och fiolkonsert (inspelad av London Symphony Orchestra), och en trumpetkonsert (med premiärspelning i september 1996 framförd av Cleveland Orchestra och dess förstetrumpetare Michael Sachs). Williams fagottkonsert The Five Sacred Trees, som premiärspelades av New York Philharmonic och dess förstefagottist Judith LeClair 1995, spelades in för Sony Classical av Williams tillsammans med LeClair och London Symphony Orchestra. Williams är även en skickling pianist, vilket kan höras i olika filmmusikverk där han framför musiken solo, liksom i en handfull inspelningar av europeisk klassisk musik.
1980 gjordes en entimmeslång BBC-dokumentär om John Williams. Dokumentären visades senare även i ett avsnitt av ABC:s tv-magasin 20/20 1983.

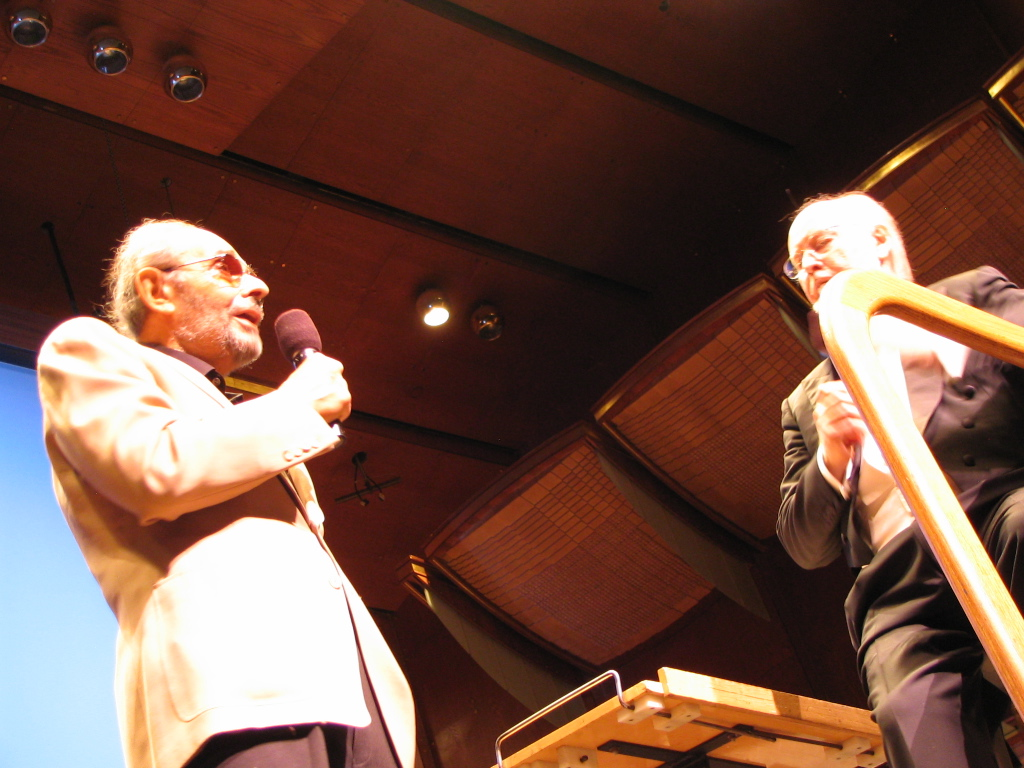
Stanley Donen (vänster) och John Williams inne i Avery Fisher Hall

1985 skrev John Williams en samling ledmotiv till NBC News. Ledmotivsamlingen, som Williams kallade för "The Mission", består av fyra verk varav två fortfarande används flitigt av NBC för The Today Show, NBC Nightly News och Meet the Press. Williams skrev även "Liberty Fanfare" för återinvigningen av Frihetsgudinnan, "We're Lookin' Good!" till de speciella olympiska sommarspel för personer med funktionsnedsättning 1987, och hymner för de olympiska spelen 1984, 1988, 1996 och 2002. Hans senaste konsertverk, Seven for Luck för sopraner och orkester, är en sjudelad sångcykel baserad på texter av amerikanska poeten och skribenten Rita Dove. Seven for Luck premiärspelades av Boston Symphony och med sopranen Cynthia Haymon under ledning av Williams.

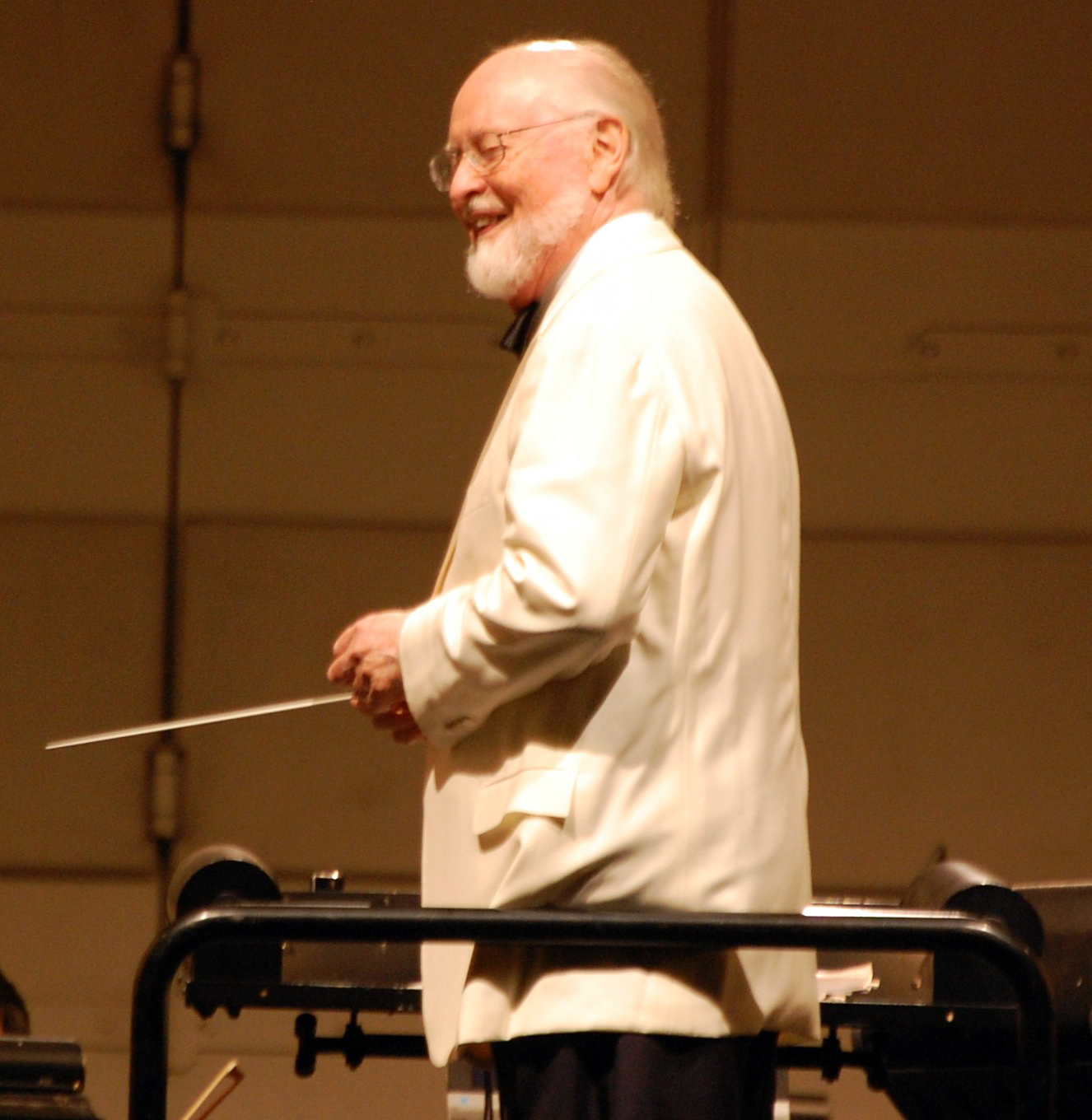
Williams dirigerar i Hollywood Bowl.

Williams gör årliga framträdanden tillsammans med Los Angeles Philharmonic på orkesterscenen Hollywood Bowl, och medverkade som dirigent och låtskrivare för orkesterns galakonsert under invigningen av Walt Disney Concert Hall 2003.
I april 2005 framförde Williams och Boston Pops "The Force Theme" från Stjärnoras krig i basebollarenan Fenway Park när baseballklubben Boston Red Sox mottog priset för att ha vunnit sin första World Series sedan 1918. Vid 2007 års amerikanska baseballturnering World Series dirigerade Williams en ensemble med blåsinstrument och trummor som spelade en ny dissonantarrangerad version av USA:s nationalsång The Star-Spangled Banner.
I februari 2004, april 2006 och september 2007 dirigerade han New York Philharmonic i Avery Fisher Hall i New York. Ursprungligen var det bara tänkt att det skulle vara en konsert, med ett Williams-medley av hans Oscars-vinnande filmmusik som hade spelats under tidigare års Oscars-galor. Konsertens omåttliga popularitet ledde till ytterligare två konserttillfällen 2006 med inslag av välgörenhet där bland andra regissörerna Martin Scoreses och Steven Spielberg medverkade. Den fortsatta efterfrågan ledde till ytterligare tre helt utsålda konserter 2007. Dessa inkluderade även en tribut till musikalerna av filmregissören Stanley Donen, och var även New York Philharmonics öppningskonsert för säsongen. Efter ett uppehåll på tre säsonger dirigerade Williams återigen Philharmonic i oktober 2011.
Under USA:s nationaldagsfirande den 4 juli 2014 dirigerade Williams National Symphony Orchestra, United States Army Band, Joint Armed Forces Chorus och Choral Arts Society of Washington som framförde hans nyarrangerade version av USA:s nationalsång för dess 200-årsjubileum. Framträdandet ägde rum under den årliga konserten A Capitol Fourth i Washington.

## Privatliv
Williams gifte sig 1956 med Barbara Ruick som var en tidigare amerikansk skådespelerska och sångerska. Tillsammans fick de tre barn: Jennifer, Joseph (sångare i Toto) och Mark. De var gifta fram till hennes död 1974. 1980 gifte sig Williams med fotografen Samatha Winslow.

## Priser och utmärkelser
John Williams har nominerats till 52 Oscar och vunnit fem, sex Emmy Awards och vunnit tre, 26 Golden Globe Awards och vunnit 4, samt tilldelats sju British Academy Film Awards. Med sina 52 Oscar-nomineringar innehar Williams rekordet i antalet Oscar-nomineringar för en nu levande person, och är den näst mest Oscar-nominerade personen genom historien efter Walt Disneys 59. 46 av Williams Oscar-nomineringar är för bästa filmmusik och fem för bästa sång. Han har vunnit fyra Oscar för bästa filmmusik och en för bästa bearbetade filmmusiken (Spelman på taket).
Williams har blivit invald i American Classical Music Hall of Fame och i Hollywood Bowl Hall of Fame. År 2004 mottog han Kennedy Center Honors, och 2005 mottog han Classic Brit Awards för sin filmmusik som han gjorde året innan.
Williams har vunnit Grammy Award för bästa komponering/arrangemang för sin filmmusik till Stjärnornas krig, Närkontakt av tredje graden, Stålmannen, Rymdimperiet slår tillbaka, E.T., Ängeln på sjunde trappsteget, München, Indiana Jones och Kristalldödskallens rike och Boktjuven. Detta i konkurrens med inte bara filmmusikkompositörer, utan även med kompositörer av instrumental musik av alla sorters genrer inklusive vanlig klassisk musik såsom symfonier och kammarmusik.
År 2003 tilldelade den Internationella olympiska kommittén sin högsta individuella utmärkelse, Olympic Order, till John Williams.
År 2009 blev John Williams tilldelad den så kallade National Medal of Arts i Vita Huset i Washington för sina insatser inom symfonisk filmmusik, och för att ha varit en ”mycket framstående” kompositör och dirigent vars musik har definierat och inspirerat modern film i flera decennier.
Williams utsågs till hedersbroder i studentföreningen Kappa Kappa Psi vid Boston University i slutet av 1980-talet.
År 2013 tilldelades Williams Ken Burns Lifetime Achievement Award.

### American Film Institute (AFI)
Williams mycket tematiska och väldigt populära musik till filmen Stjärnornas Krig från 1977 valdes år 2005 av det amerikanska filminstitutet American Film Institute (AFI) till den bästa filmmusiken i USA:s historia. Williams musik till Hajen (1975) och E.T. (1982) hamnade på plats 6 respektive 14 i listan som innehöll totalt 100 filmmusikstycken. Han är den enda personen som har tre filmmusikstycken på listan. Även dessa filmmusikstycken av John Williams var nominerade att hamna på listan:
- A.I. Artificial Intelligence (2001)
- Närkontakt av tredje graden (1977)
- The Cowboys (1972)
- Harry Potter och de vises sten (2001)
- Jakten på den försvunna skatten (1981)
- Schindler's List (1993)
- Superman - The Movie (1978)
- Häxorna i Eastwick (1987)

### Oscar
| År   | Film/Projekt                                               | Priskategori                              | Resultat  |
| ---- | ---------------------------------------------------------- | ----------------------------------------- | --------- |
| 1968 | Dockornas dal                                              | Bästa filmmusik (adaption)                | Nominerad |
| 1970 | Goodbye, Mr Chips                                          | Bästa filmmusik (adaption)                | Nominerad |
| 1970 | Leva rövare                                                | Bästa filmmusik                           | Nominerad |
| 1972 | Spelman på taket                                           | Bästa filmmusik (adaptation och original) | Vann      |
| 1973 | Schizo – den kluvna verkligheten                           | Bästa dramatiska filmmusik                | Nominerad |
| 1973 | SOS Poseidon                                               | Bästa dramatiska filmmusik                | Nominerad |
| 1974 | Sjömannen och gatflickan                                   | Bästa dramatiska filmmusik                | Nominerad |
| 1974 | "Nice to Be Around" (från filmen Sjömannen och gatflickan) | Bästa originalsång                        | Nominerad |
| 1974 | Tom Sawyers äventyr                                        | Bästa filmmusik (adaption)                | Nominerad |
| 1975 | Skyskrapan brinner!                                        | Bästa filmmusik                           | Nominerad |
| 1976 | Hajen                                                      | Bästa dramatiska filmmusik                | Vann      |
| 1978 | Stjärnornas krig                                           | Bästa filmmusik                           | Vann      |
| 1978 | Närkontakt av tredje graden                                | Bästa filmmusik                           | Nominerad |
| 1979 | Superman – The Movie                                       | Bästa filmmusik                           | Nominerad |
| 1981 | Rymdimperiet slår tillbaka                                 | Bästa filmmusik                           | Nominerad |
| 1982 | Jakten på den försvunna skatten                            | Bästa filmmusik                           | Nominerad |
| 1983 | E.T. the Extra-Terrestrial                                 | Bästa filmmusik                           | Vann      |
| 1983 | "If We Were in Love" (från filmen Yes, Giorgio)            | Bästa originalsång                        | Nominerad |
| 1984 | Jedins återkomst                                           | Bästa filmmusik                           | Nominerad |
| 1985 | Indiana Jones och de fördömdas tempel                      | Bästa filmmusik                           | Nominerad |
| 1985 | Floden                                                     | Bästa filmmusik                           | Nominerad |
| 1988 | Solens rike                                                | Bästa filmmusik                           | Nominerad |
| 1988 | Häxorna i Eastwick                                         | Bästa filmmusik                           | Nominerad |
| 1989 | Den tillfällige turisten (film)                            | Bästa filmmusik                           | Nominerad |
| 1990 | Född den fjärde juli                                       | Bästa filmmusik                           | Nominerad |
| 1990 | Indiana Jones och det sista korståget                      | Bästa filmmusik                           | Nominerad |
| 1991 | Ensam hemma                                                | Bästa filmmusik                           | Nominerad |
| 1991 | "Somewhere in My Memory" (från filmen Ensam hemma)         | Bästa originalsång                        | Nominerad |
| 1992 | JFK                                                        | Bästa filmmusik                           | Nominerad |
| 1992 | "When You're Alone" (från filmen Hook)                     | Bästa originalsång                        | Nominerad |
| 1994 | Schindler's List                                           | Bästa filmmusik                           | Vann      |
| 1996 | Nixon                                                      | Bästa dramatiska filmmusik                | Nominerad |
| 1996 | Sabrina                                                    | Bästa filmmusik eller humoristiska musik  | Nominerad |
| 1996 | "Moonlight" (från filmen Sabrina)                          | Bästa originalsång                        | Nominerad |
| 1997 | Sleepers                                                   | Bästa dramatiska filmmusik                | Nominerad |
| 1998 | Amistad                                                    | Bästa dramatiska filmmusik                | Nominerad |
| 1999 | Rädda menige Ryan                                          | Bästa dramatiska filmmusik                | Nominerad |
| 2000 | Ängeln på sjunde trappsteget                               | Bästa filmmusik                           | Nominerad |
| 2001 | Patrioten                                                  | Bästa filmmusik                           | Nominerad |
| 2002 | A.I. - Artificiell Intelligens                             | Bästa filmmusik                           | Nominerad |
| 2002 | Harry Potter och de vises sten                             | Bästa filmmusik                           | Nominerad |
| 2003 | Catch Me If You Can                                        | Bästa filmmusik                           | Nominerad |
| 2005 | Harry Potter och fången från Azkaban                       | Bästa filmmusik                           | Nominerad |
| 2006 | En geishas memoarer                                        | Bästa filmmusik                           | Nominerad |
| 2006 | München                                                    | Bästa filmmusik                           | Nominerad |
| 2012 | Tintins äventyr: Enhörningens hemlighet                    | Bästa filmmusik                           | Nominerad |
| 2012 | War Horse                                                  | Bästa filmmusik                           | Nominerad |
| 2013 | Lincoln                                                    | Bästa filmmusik                           | Nominerad |
| 2014 | Boktjuven                                                  | Bästa filmmusik                           | Nominerad |
| 2016 | Star Wars: The Force Awakens                               | Bästa filmmusik                           | Nominerad |
| 2018 | Star Wars: The Last Jedi                                   | Bästa filmmusik                           | Nominerad |
| 2020 | Star Wars: The Rise of Skywalker                           | Bästa filmmusik                           | Nominerad |

### Annie Award
| År   | Film/Projekt                            | Priskategori                       | Resultat |
| ---- | --------------------------------------- | ---------------------------------- | -------- |
| 2012 | Tintins äventyr: Enhörningens hemlighet | Bästa musik i en animerad långfilm | Vann     |

### BAFTA Award
| År   | Film/Projekt                     | Priskategori    | Resultat  |
| ---- | -------------------------------- | --------------- | --------- |
| 1976 | Hajen / Skyskrapan brinner!      | Bästa filmmusik | Vann      |
| 1979 | Stjärnornas krig                 | Bästa filmmusik | Vann      |
| 1979 | Närkontakt av tredje graden      | Bästa filmmusik | Nominerad |
| 1981 | Rymdimperiet slår tillbaka       | Bästa filmmusik | Vann      |
| 1982 | Jakten på den försvunna skatten  | Bästa filmmusik | Nominerad |
| 1983 | E.T. the Extra-Terrestrial       | Bästa filmmusik | Vann      |
| 1989 | Solens rike                      | Bästa filmmusik | Vann      |
| 1994 | Schindler's List                 | Bästa filmmusik | Vann      |
| 1999 | Rädda menige Ryan                | Bästa filmmusik | Nominerad |
| 2003 | Catch Me If You Can              | Bästa filmmusik | Nominerad |
| 2006 | En geishas memoarer              | Bästa filmmusik | Vann      |
| 2012 | War Horse                        | Bästa filmmusik | Nominerad |
| 2013 | Lincoln                          | Bästa filmmusik | Nominerad |
| 2014 | Boktjuven                        | Bästa filmmusik | Nominerad |
| 2016 | Star Wars: The Force Awakens     | Bästa filmmusik | Nominerad |
| 2020 | Star Wars: The Rise of Skywalker | Bästa filmmusik | Nominerad |

### Emmy Award
| År   | Film/Projekt       | Priskategori                                           | Resultat  |
| ---- | ------------------ | ------------------------------------------------------ | --------- |
| 1962 | Alcoa Premiere     | Enastående insats inom originalmusik komponerad för TV | Nominerad |
| 1963 | Alcoa Premiere     | Enastående insats inom originalmusikkomposition        | Nominerad |
| 1968 | Heidi              | Enastående insats inom musikalisk komposition          | Vann      |
| 1971 | Jane Eyre          | Enastående insats inom musikalisk komposition          | Vann      |
| 2002 | Oscarsgalan 2002   | Enastående dirigering av musik                         | Nominerad |
| 2009 | Great Performances | Enastående originalledmotiv                            | Vann      |

### Golden Globe Award
| År   | Film/Projekt                                                                                       | Priskategori       | Resultat  |
| ---- | -------------------------------------------------------------------------------------------------- | ------------------ | --------- |
| 1973 | SOS Poseidon                                                                                       | Bästa filmmusik    | Nominerad |
| 1974 | Sjömannen och gatflickan                                                                           | Bästa filmmusik    | Nominerad |
| 1974 | Tom Sawyers äventyr (Tom Sawyer) (tillsammans med Richard M. Sherman och Robert B. Sherman)        | Bästa filmmusik    | Nominerad |
| 1975 | Jordbävningen                                                                                      | Bästa filmmusik    | Nominerad |
| 1976 | Hajen                                                                                              | Bästa filmmusik    | Vann      |
| 1978 | Stjärnornas krig                                                                                   | Bästa filmmusik    | Vann      |
| 1978 | Närkontakt av tredje graden                                                                        | Bästa filmmusik    | Nominerad |
| 1979 | Superman – The Movie                                                                               | Bästa filmmusik    | Nominerad |
| 1981 | Rymdimperiet slår tillbaka                                                                         | Bästa filmmusik    | Nominerad |
| 1983 | E.T. the Extra-Terrestrial                                                                         | Bästa filmmusik    | Vann      |
| 1983 | "If We Were In Love" (tillsammans med Alan Bergman och Marilyn Bergman); från filmen Yes, Giorgio) | Bästa originalsång | Nominerad |
| 1985 | Floden                                                                                             | Bästa filmmusik    | Nominerad |
| 1988 | Solens rike                                                                                        | Bästa filmmusik    | Nominerad |
| 1989 | Den tillfällige turisten (film)                                                                    | Bästa filmmusik    | Nominerad |
| 1990 | Född den fjärde juli                                                                               | Bästa filmmusik    | Nominerad |
| 1994 | Schindler's List                                                                                   | Bästa filmmusik    | Nominerad |
| 1996 | "Moonlight" (med Alan Bergman och Marilyn Bergman) från Sabrina                                    | Bästa originalsång | Nominerad |
| 1998 | Sju år i Tibet                                                                                     | Bästa filmmusik    | Nominerad |
| 1999 | Rädda menige Ryan                                                                                  | Bästa filmmusik    | Nominerad |
| 2000 | Ängeln på sjunde trappsteget                                                                       | Bästa filmmusik    | Nominerad |
| 2002 | A.I. Artificial Intelligence                                                                       | Bästa filmmusik    | Nominerad |
| 2006 | En geishas memoarer                                                                                | Bästa filmmusik    | Vann      |
| 2012 | War Horse                                                                                          | Bästa filmmusik    | Nominerad |
| 2013 | Lincoln                                                                                            | Bästa filmmusik    | Nominerad |
| 2014 | Boktjuven                                                                                          | Bästa filmmusik    | Nominerad |
| 2018 | The Post                                                                                           | Bästa filmmusik    | Nominerad |

### Grammy Award
| År   | Film/Projekt                                                                     | Priskategori                                                             | Resultat  |
| ---- | -------------------------------------------------------------------------------- | ------------------------------------------------------------------------ | --------- |
| 1962 | Checkmate                                                                        | Bästa filmmusik eller inspelning, eller musik från film eller TV-program | Nominerad |
| 1975 | Hajen (Jaws)                                                                     | Bästa album med originalmusik skriven för en långfilm                    | Vann      |
| 1977 | Stjärnornas krig (Star Wars Episode IV: A New Hope)                              | Bästa instrumentala pop-framförande                                      | Vann      |
| 1977 | Ledmotivet från Stjärnornas krig (Star Wars Episode IV: A New Hope               | Bästa instrumentala komposition                                          | Vann      |
| 1977 | Stjärnornas krig (Star Wars Episode IV: A New Hope                               | Bästa album med originalmusik skriven för en långfilm                    | Vann      |
| 1978 | Ledmotivet från Närkontakt av tredje graden (Close Encounters of the Third Kind) | Bästa instrumentala komposition                                          | Vann      |
| 1978 | Närkontakt av tredje graden (Close Encounters of the Third Kind)                 | Bästa album med originalmusik skriven för en långfilm                    | Vann      |
| 1979 | Ledmotivet från Superman – The Movie (Superman)                                  | Bästa instrumentala komposition                                          | Vann      |
| 1979 | Superman – The Movie (Superman)                                                  | Bästa album med originalmusik skriven för en långfilm                    | Vann      |
| 1980 | Rymdimperiet slår tillbaka (Star Wars Episode V: The Empire Strikes Back)        | Bästa instrumentala komposition                                          | Vann      |
| 1980 | Rymdimperiet slår tillbaka (Star Wars Episode V: The Empire Strikes Back)        | Bästa album med originalmusik skriven för en långfilm                    | Vann      |
| 1981 | Jakten på den försvunna skatten (Raiders of the Lost Ark)                        | Bästa album med originalmusik skriven för en långfilm                    | Vann      |
| 1982 | "Flying" (Theme from E.T.)                                                       | Bästa instrumentala komposition                                          | Vann      |
| 1982 | E.T. the Extra-Terrestrial                                                       | Bästa album med originalmusik skriven för en långfilm                    | Vann      |
| 1982 | "Flying" (Theme from E.T.)                                                       | Bästa arrangemanget av en instrumental inspelning                        | Vann      |
| 1984 | Olympic Fanfare and Theme                                                        | Bästa instrumentala komposition                                          | Vann      |
| 1984 | Jedins återkomst (Star Wars Episode VI: Return of the Jedi)                      | Bästa instrumentala kompositionen skriven för en långfilm eller TV       | Nominerad |
| 1988 | Häxorna i Eastwick (The Witches of Eastwick)                                     | Bästa instrumentala kompositionen skriven för en långfilm eller TV       | Nominerad |
| 1989 | Solens rike (Empire of the Sun)                                                  | Bästa instrumentala kompositionen skriven för en långfilm eller TV       | Nominerad |
| 1990 | Indiana Jones och det sista korståget (Indiana Jones and the Last Crusade)       | Bästa instrumentala kompositionen skriven för en långfilm eller TV       | Nominerad |
| 1992 | "Somewhere in My Memory" (med Leslie Bricusse) från Ensam hemma)                 | Bästa sång skriven specifikt för en långfilm eller TV                    | Nominerad |
| 1993 | Schindler's List                                                                 | Bästa instrumentala kompositionen för en långfilm eller TV               | Vann      |
| 1993 | Hook                                                                             | Bästa instrumentala kompositionen skriven för en långfilm eller TV       | Nominerad |
| 1994 | Jurassic Park                                                                    | Bästa instrumentala kompositionen skriven för en långfilm eller TV       | Nominerad |
| 1997 | "Moonlight" (med Alan Bergman och Marilyn Bergman) från Sabrina                  | Bästa sång skriven specifikt för en långfilm eller TV                    | Nominerad |
| 1998 | Sju år i Tibet (Seven Years in Tibet)                                            | Bästa instrumentala kompositionen skriven för en långfilm eller TV       | Nominerad |
| 1998 | The Lost World: Jurassic Park                                                    | Bästa instrumentala kompositionen skriven för en långfilm eller TV       | Nominerad |
| 1999 | Rädda menige Ryan (Saving Private Ryan)                                          | Bästa instrumentala kompositionen skriven för en långfilm eller TV       | Vann      |
| 1999 | Amistad                                                                          | Bästa instrumentala kompositionen skriven för en långfilm eller TV       | Nominerad |
| 2000 | "Theme" from Ängeln på sjunde trappsteget                                        | Bästa instrumentala komposition                                          | Vann      |
| 2000 | Star Wars: Episod I – Det mörka hotet                                            | Bästa filmmusikalbumet för en långfilm, TV eller annan visuell media     | Nominerad |
| 2002 | A.I. - Artificiell Intelligens                                                   | Bästa filmmusikalbumet för en långfilm, TV eller annan visuell media     | Nominerad |
| 2003 | Harry Potter och de vises sten                                                   | Bästa filmmusikalbumet för en långfilm, TV eller annan visuell media     | Nominerad |
| 2004 | Catch Me If You Can                                                              | Bästa filmmusikalbumet för en långfilm, TV eller annan visuell media     | Nominerad |
| 2004 | Harry Potter och Hemligheternas kammare                                          | Bästa filmmusikalbumet för en långfilm, TV eller annan visuell media     | Nominerad |
| 2005 | Harry Potter och fången från Azkaban                                             | Bästa filmmusikalbumet för en långfilm, TV eller annan visuell media     | Nominerad |
| 2006 | Star Wars: Episod III - Mörkrets hämnd                                           | Bästa filmmusikalbumet för en långfilm, TV eller annan visuell media     | Nominerad |
| 2007 | En geishas memoarer                                                              | Bästa filmmusikalbumet för en långfilm, TV eller annan visuell media     | Vann      |
| 2007 | München                                                                          | Bästa filmmusikalbumet för en långfilm, TV eller annan visuell media     | Nominerad |
| 2007 | "A Prayer For Peace" (Ledmotiv från München)                                     | Bästa instrumentala komposition                                          | Vann      |
| 2009 | "The Adventures of Mutt" från Indiana Jones och Kristalldödskallens rike         | Bästa instrumentala komposition                                          | Vann      |
| 2009 | Indiana Jones och Kristalldödskallens rike                                       | Bästa filmmusikalbumet för en långfilm, TV eller annan visuell media     | Nominerad |
| 2009 | "The Adventures of Mutt" from Indiana Jones och Kristalldödskallens rike         | Bästa instrumentala komposition                                          | Vann      |
| 2013 | Tintins äventyr: Enhörningens hemlighet                                          | Bästa filmmusiken för visuell media                                      | Nominerad |
| 2014 | Lincoln                                                                          | Bästa filmmusiken för visuell media                                      | Nominerad |
| 2015 | "The Book Thief" från Boktjuven                                                  | Bästa instrumentala komposition                                          | Vann      |
| 2017 | Star Wars: The Force Awakens                                                     | Bästa filmmusiken för visuell media                                      | Vann      |
| 2018 | "Escapades for Alto Saxophone and Orchestra" från Catch Me If You Can            | Bästa arrangemang, instrumentala eller a cappella                        | Vann      |
| 2019 | Star Wars: The Last Jedi                                                         | Bästa filmmusiken för visuell media                                      | Nominerad |
| 2019 | "Mine Mission" från Solo: A Star Wars Story                                      | Bästa instrumentala komposition                                          | Nominerad |
| 2020 | "Star Wars: Galaxy's Edge Symphonic Suite"                                       | Bästa instrumentala komposition                                          | Vann      |
| 2020 | "Hedwig's Theme" från Harry Potter                                               | Bästa arrangemang, instrumentala eller a cappella                        | Nominerad |
| 2021 | Star Wars: The Rise of Skywalker                                                 | Bästa filmmusiken för visuell media                                      | Nominerad |

## Placering på amerikanskaBillboard-listan
- 1975 – Ledmotivet från Hajen, #32
- 1977 – Ledmotivet från Stjärnornas krig, #10
- 1978 – Ledmotivet från Närkontakt av tredje graden, #13
- 1979 – Ledmotivet från Stålmannen, #81